# Ootheca
Ootheca es un género de escarabajos  de la familia Chrysomelidae. En 1837 Dejean describió el género. Contiene las siguientes especies:
- Ootheca apicalis Bryant, 1956
- Ootheca apicicornis (Laboissiere, 1931)
- Ootheca apicicornis Laboissiere, 1931
- Ootheca bennigseni Weise, 1900
- Ootheca bicolor (Jacoby, 1906)
- Ootheca bifrons (Laboissiere, 1937)
- Ootheca bourguii (Laboissiere, 1939)
- Ootheca chapuisi (Jacoby, 1899)
- Ootheca costulata Laboissiere, 1931
- Ootheca donckieri Laboissiere, 1923
- Ootheca flavicollis Allard, 1889
- Ootheca frontalis Laboissiere, 1923
- Ootheca fulvipes (Jacoby, 1903)
- Ootheca kibonotensis Weise, 1909
- Ootheca laevipennis Jacoby, 1899
- Ootheca longula Weise, 1900
- Ootheca minuta (Laboissiere, 1937)
- Ootheca modesta Gahan, 1892
- Ootheca mutabilis (Sahlberg, 1829)
- Ootheca nigrilabris (Laboissiere, 1931)
- Ootheca orientalis Weise, 1900
- Ootheca podagrica (Laboissiere, 1939)
- Ootheca proteus (Chapuis, 1879)
- Ootheca punctata Laboissiere, 1931
- Ootheca semicaeurlea (Jacoby, 1903)
- Ootheca unicolor Laboissiere, 1923
- Ootheca variabilis (Laboissiere, 1920)
- Ootheca variceps Laboissiere, 1939
- Ootheca vittata (Laboissiere, 1921)